# Động đất Coquimbo 2019
Động đất Coquimbo 2019 (tiếng Tây Ban Nha: Terremoto de Coquimbo de 2019) là trận động đất xảy ra vào lúc 22:32 (CLST), ngày 19 tháng 1 năm 2019. Trận động đất có cường độ 6.7 richter, tâm chấn độ sâu khoảng 63 km. Văn phòng Khẩn cấp Quốc gia Bộ Nội vụ Chile (ONEMI) đã phát cảnh báo sóng thần nhưng cảnh báo đã được gỡ bỏ sau vài giờ. Hậu quả trận động đất đã làm 2 người thiệt mạng.